# 点&面
『点&面』（CAR&EARTH、テントメン）は、松本大洋による日本の漫画作品。1990年に『モーニング』（講談社）にて11回連載された。1回の掲載は約8ページほど。
本作は1989年12月に、作者がフランスやアフリカに1ヶ月ほど取材しに行った後で描かれている。
2020年刊の『漫画家本vol.4　松本大洋本』（小学館、ISBN 9784091280695）にて第1話のみ再録された。

## あらすじ
舞台はアフリカ。パリ・ダカール・ラリーに参加する2人の青年と意思を持つ自動車モリタの姿を追っていく。

## その他
- タイトルは松本清張の『点と線』と「テントに住む人」をかけていて、当時の編集長が名付けた[1]。
- 作者の意向で単行本化はされておらず、する予定もないという。理由は「面白くないから」とのこと。
- タイトルの「点」は車の形で、面は「道路」の形をし、それぞれ「点（CAR）」と「面（EARTH）」とルビが振ってある。